# Alfred Konstantin zu Salm-Salm

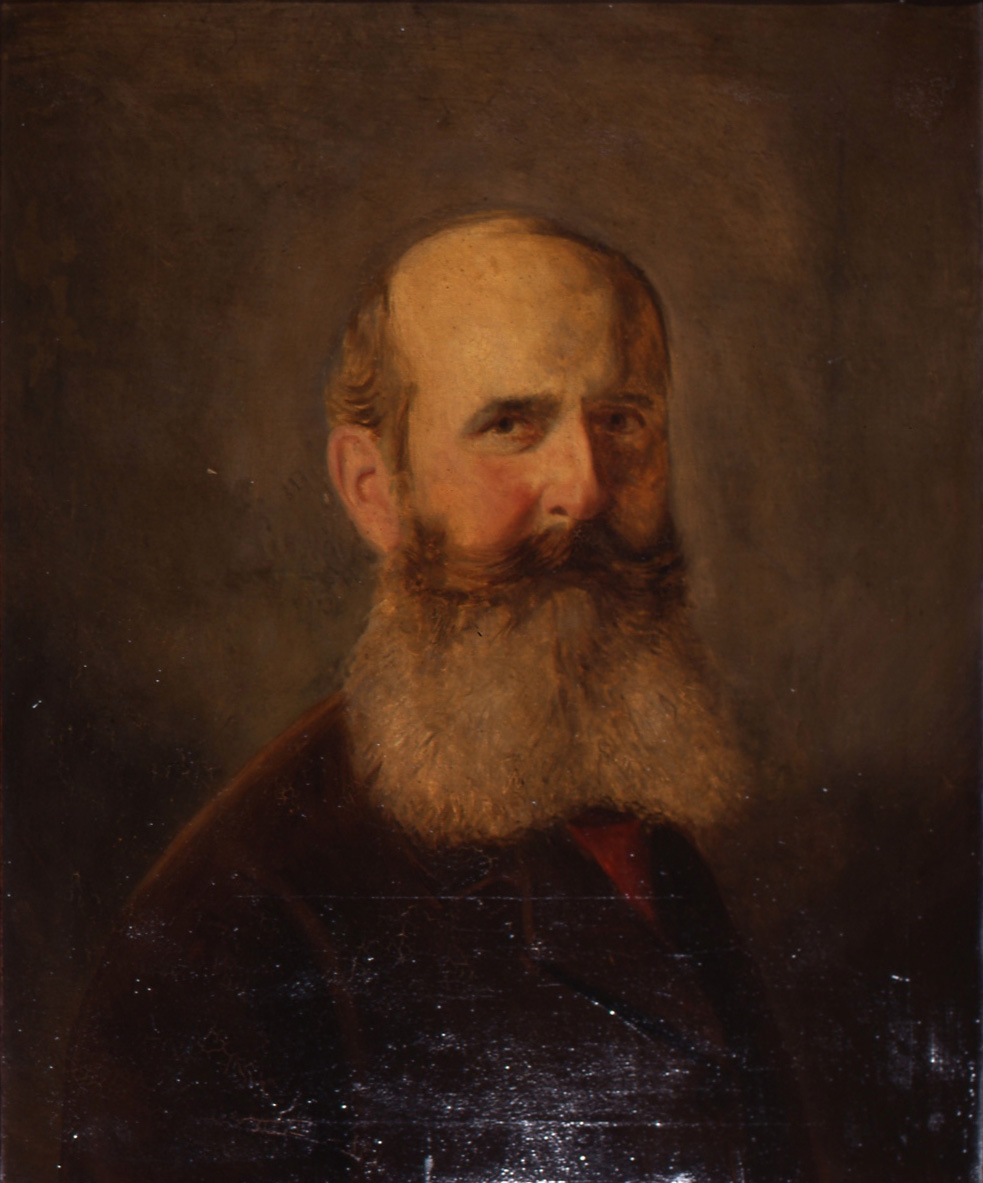
Fürst Alfred Konstantin zu Salm-Salm

Konstantin Alexander Angelus Maria Alfred Fürst zu Salm-Salm (* 26. Dezember 1814 auf Burg Anholt; † 5. Oktober 1886 ebenda) war ein Standesherr des Königreichs Preußen. 

## Biographie
Alfred zu Salm-Salm war Ehrenritter des Malteserordens. Er erbte nach dem Tode seines Vaters 1846 den ausgedehnten Grundbesitz der Familie. Er wurde mit erblichem Recht Mitglied des westfälischen Provinziallandtags, 1847/48 des Ersten bzw. Zweiten Vereinigten Landtags und 1849 der preußischen Ersten Kammer. Nach deren Umwandlung in das Herrenhaus wurde Alfred zu Salm-Salm auch dort Mitglied, trat 1855 ein und blieb es bis zu seinem Tode.   
Daneben widmete er sich seinen Parkanlagen und auch dem Pferderennsport. Auch als Kunstmäzen engagierte er sich. 1838/1839 besuchte er Rom, 1862 erneut in Begleitung seines Sohns, des Erbprinzen Leopold. 1886 ließ er sich von dem Düsseldorfer Maler Emil Schwabe porträtieren. Alfred förderte außerdem das in der Burg Anholt befindliche Fürstlich Salm-Salm’sche Archiv. Die Einrichtung desselben als fürstliche Bibliothek ist noch heute erhalten und besteht aus in der Wandvertäfelung eingelassenen eichenen Bücherregalen, die mit einer Vergitterung versehen sind. Sie wurden 1852 im Auftrag des Fürsten Alfred nach Plänen des Pariser Architekten Froelicher ausgeführt und mit dem intimen Charakter einer Kabinettsbibliothek gestaltet.
Alfred zu Salm-Salm wurde in der Gruftkapelle Anholt beigesetzt, die sich in der um 1670 erbauten Kapelle zum Hl. Kreuz und zur schmerzenreichen Mutter in Anholt befindet.

## Familie
Alfred zu Salm-Salm entstammte dem Familienzweig Salm-Salm der Linie Obersalm der Uradelsfamilie Salm. Die gefürstete Familie Salm-Salm hatte mit dem Reichsdeputationshauptschluss im Ersatz für Territorien in Lothringen zwei Drittel der Ämter Bocholt und Ahaus erhalten, die zusammen mit der bereits im Familienbesitz befindlichen Herrschaft Anholt und den Zuweisungen für das Haus Salm-Kyrburg von 1802 bis 1811 das reichsunmittelbare, dann souveräne Fürstentum Salm bildeten. Nach Mediatisierung des Fürstentums, das 1810/1811 vom Kaiserreich Frankreich annektiert wurde und infolge des Wiener Kongresses ab 1815 zu Preußen gehörte, genossen die Fürsten zu Salm-Salm standesherrliche Privilegien. Die Familie Salm-Salm hatte einen erblichen Sitz im Preußischen Herrenhaus und im Westfälischen Provinziallandtag. 
Die Eltern von Alfred zu Salm-Salm waren Florentin zu Salm-Salm (1786–1846), vierter Fürst zu Salm-Salm, und Flaminia de Rossi (1795–1840), eine Nichte des Félix Baciocchi, Fürst von Lucca und Piobino, Ehegatte von Napoleons Schwester Elisa Bonaparte, geboren auf Korsika. Er hatte zwei jüngere Brüder Emil zu Salm-Salm (1820–1858) und Felix zu Salm-Salm (1828–1870).

### Ehe
Alfred zu Salm-Salm heiratete als 22-Jähriger am 13. Juni 1836 die 21-jährige Prinzessin Auguste Adelheid Emanuele Constanze Auguste von Croÿ (1815–1886), Tochter des Ferdinand von Croy-Dülmen auf Roeulx (1791–1865). 

### Nachkommen
Das Ehepaar Alfred und Auguste zu Salm-Salm hatten nachstehende Kinder:
- Mathilde zu Salm-Salm (1837–1898)
- Nikolaus Leopold Joseph Maria zu Salm-Salm (* 18. Juli 1838; † 16. Februar 1908), Erbprinz und 1886–1908 sechster Fürst zu Salm-Salm, ⚭ Prinzessin Eleonore Leopoldine Aloysia von Croÿ (1855–1903).
- Adelheid zu Salm-Salm (1840–1916) ⚭ August-Philipp von Croÿ (1840–1913), preußischer Generalleutnant
- Marie zu Salm-Salm (1843–1908)
- Carl Theodor (Karl) zu Salm-Salm (1845–1923)
- Alfred Ferdinand Stephan Maria zu Salm-Salm (* 13. März 1846 in Anholt; † 20. April 1923 in Anholt), Prinz und 1908–1923 siebter Fürst zu Salm-Salm. ⚭ 1869 Rosa Gräfin von Lützow (1850–1927)
- Emanuel zu Salm-Salm (1847–1866)
- Florentin zu Salm-Salm (1848–1894)
- Maximilian zu Salm-Salm (1849–1873)
- Constanze zu Salm-Salm (1851–1931)
- Flaminia zu Salm-Salm (1853–1913)